# 野鯉釣り

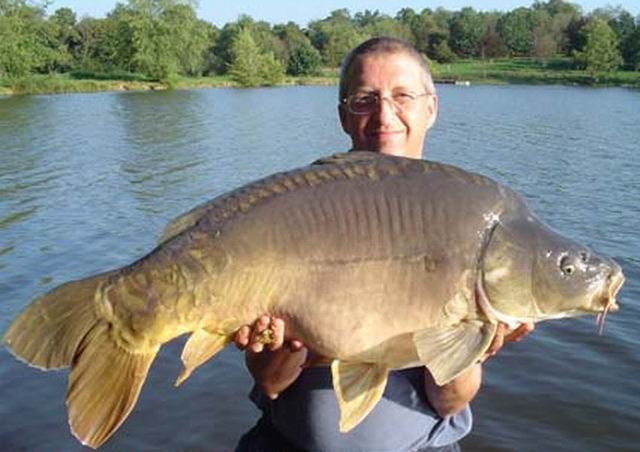
釣り師と17kgの革鯉（ドイツゴイ）

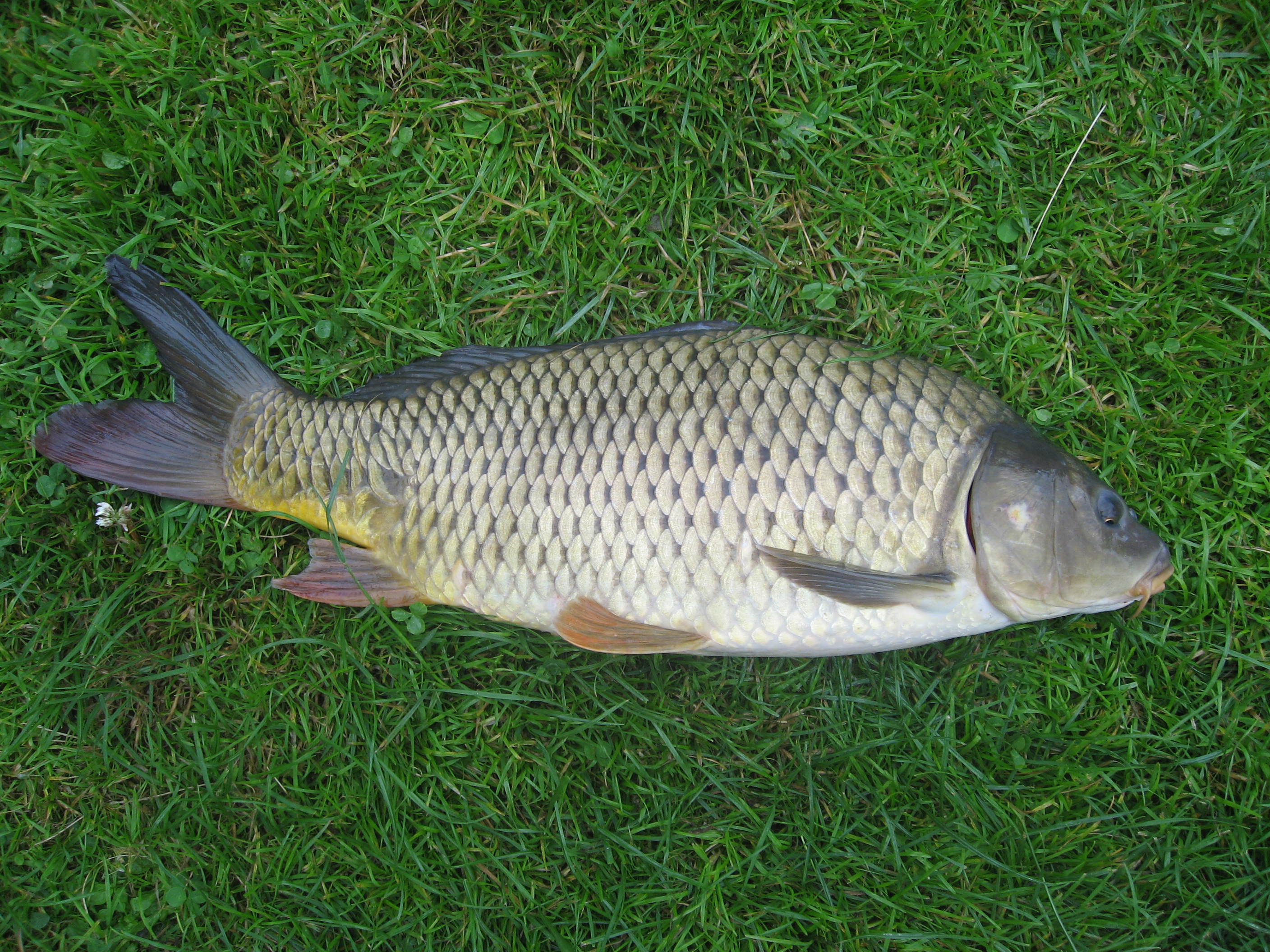
コイ（飼育型）

野鯉釣り（のごいつり）は、川や池に棲息するコイ（野鯉）を釣ること。

## 特徴
野鯉は、飼養されているコイよりも力が強く、時には意外な大物を釣り上げることもある。そのために仕掛けは特に丈夫に作る。竿は延竿や投げ竿など様々である。季節では、モモの咲くころが最盛期で、秋冬も釣れる。味は冬が最もよい。
脈釣りが主であり、浮き釣りもおこなわれる。1m以上の大物も時に釣れることがあり、その引きの強さは相当なものである。
釣りの対象魚としては、日本の湖沼河川においてバスフィッシング、ヘラブナ釣りなどに並んで人気のある魚で、釣り場では置き竿を林立させている光景が良く見られる。ヨーロッパでは淡水魚の釣りと言えば鯉釣り（カープフィッシング、Carp fishing）を指すほど人気があり、イギリスでは日本のバスフィッシング人口に匹敵すると言われている。鯉はやはり大きく育つ点に釣魚としての魅力があり、その強力な引きに醍醐味がある一方、中小型はビギナーでも楽しめる。

## 方法

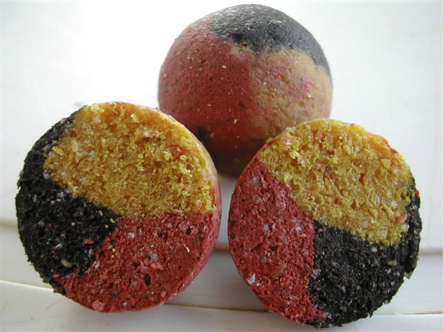
ボイリー

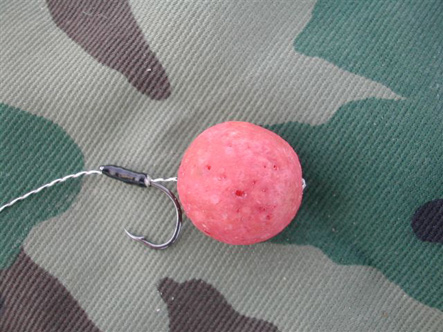
ヘアリグに取り付けられたボイリー

狙い方は練り餌を用いた「吸い込み釣り」や、「ぶっこみ釣り」、「浮き釣り」が基本で、釣具は、竿やリール、糸などはある程度強力なものが必要だが、高価な道具は必ずしも必要ではない。餌は甲殻類やミミズ、タニシ、赤虫、トウモロコシ、パン、蚕の蛹そしてサツマイモや、ジャガイモ、マッシュポテトに小麦粉を加えた練り餌など、バリエーションは多彩である。餌については雑食性を反映して他にも、水草、スイカなどの果物、ちくわ、麩、パスタ、イカの塩辛、魚肉ソーセージ、パン、そば、うどんの麺、カエル、セミなどの昆虫、人の残飯までが使われほぼ口にできるならば何でもいいと思っていいほどである。
基本的に回遊している鯉を待つ「待ち」の釣りなので、寄せ餌の練り餌と食わせ餌のミミズ、コーンやタニシ、ザリガニ、サツマイモ等をつけた吸い込み仕掛けで、竿は3-5m程度のリール竿にアタリを知らせる錘やセンサーを付けたものを数本並べてアタリが来るのを待つ「吸い込み釣り」のスタイルが一般的である。メーターオーバーを狙うために竿を磯釣りや石鯛用ロッドを代用したり、野鯉専用ロッドも各メーカーから販売されていたが、後述のヨーロッパスタイルやフライフィッシングの普及もあって野鯉専用の吸い込みロッドは減少傾向である。
最近では「ボイリー」という硬く茹でた喰わせ餌を使った釣り方が入ってきた。この釣り方は「ユーロースタイル」や「ヨーロッパスタイルのカープ（鯉）フィッシング」とも呼ばれる。専用のChod rig と呼ばれる仕掛けもある。竿もヨーロッパスタイル専用ロッドが登場し、これまでの吸い込み用のロッドと比べて細くて、どちらかと言うとシーバス用ルアーロッドに近い。竿を数本並べて待つスタイルは従来の吸い込み釣りと同様。
一方で浅場に定位して泥中の餌を捕食する鯉を自分から探して、疑似餌を用いた「フライフィッシング」で狙う「攻め」のスタイルも欧米では大変盛んである。専用のフライがいくつも考案され、鯉専用のフライラインまで出ている。日本でも街中を流れるような都市型河川で手軽に楽しめるとあって、密かな盛り上がりを見せている。日本のこういった川では、ユスリカなどの昆虫類からパンなどの人工的なものまで、川面を流れるエサを鯉が捕食しているケースが多いため、沈むフライよりもドライフライ（水面に浮くフライ）で狙う事が一般的である。他に疑似餌を用いた釣りでは稀にワームやバイブレーション、ラバージグ等のルアーでも釣れることがある。尤も、餌を使った釣り方が効果的である。フライやルアーは餌釣りほどの結果は期待できない。
最近では食パンを餌として、錘を付けずに餌を浮かせて釣る「パンプカ」や「コ式」と呼ばれる方法もある。この釣りはあらかじめパンを撒いて、鯉を寄せて捕食し始めたらパンを鯉に近くに浮かせて食わせる釣り方である。
のべ竿によるウキ釣りでも十分楽しめるが、大型魚が多いので竿はパワーがあるもので仕掛けも糸を太目にするなど工夫が必要である。

## 大きさ
最近の鯉釣りの世界記録は、2010年1月現在フランスのボルドー近くの虹湖（Rainbow Lake）で釣られた約43キログラムである。イギリス最大の鯉で13年間で63回も釣られ、釣り人たちから Benson と呼ばれ、愛されていた鯉もいる。イギリスの巨鯉の最大記録は、30.618kg（67 lb 8 oz）である。